# Friedrich Adolf von Kalckreuth

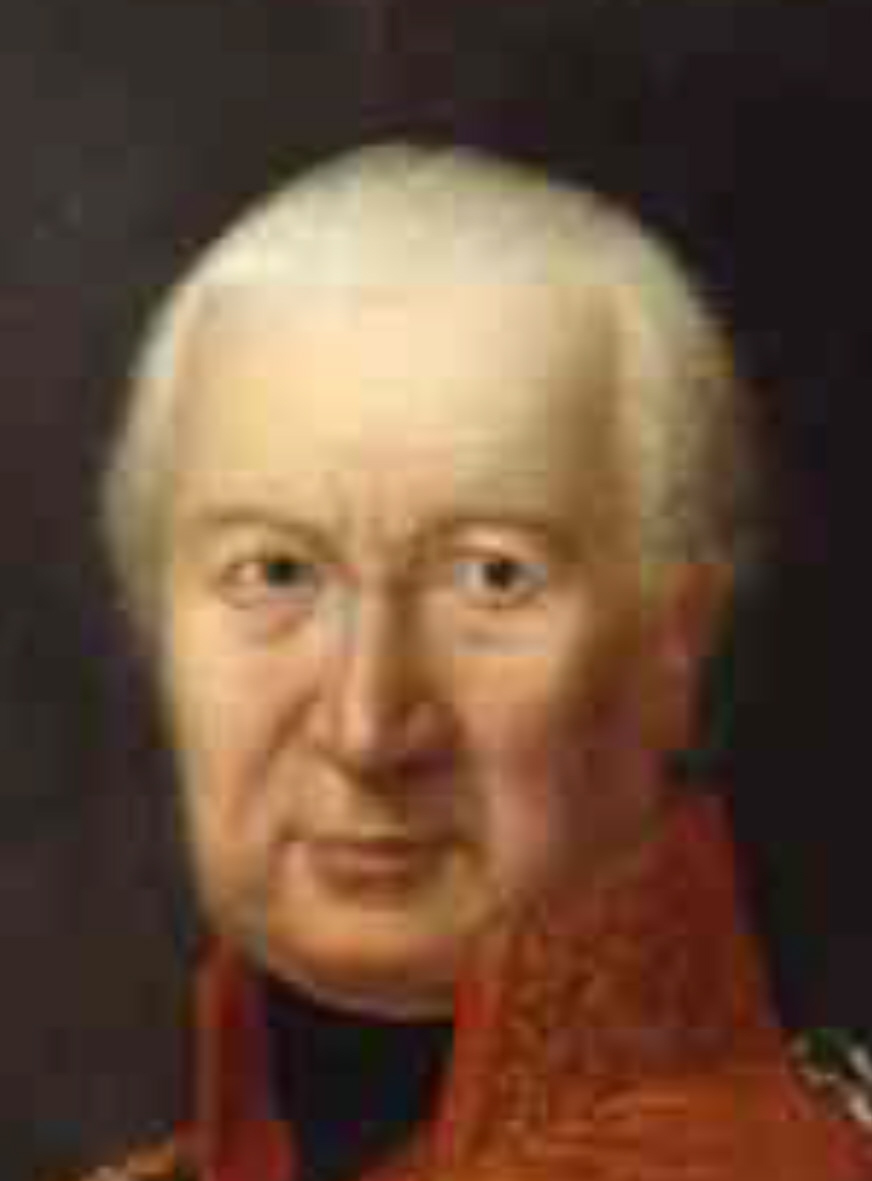
Friedrich Adolf von Kalckreuth (nach 1807)

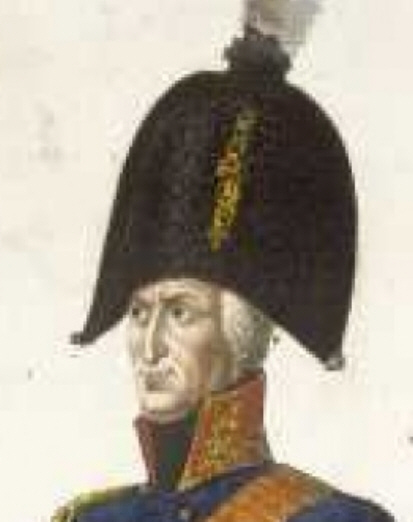
Friedrich Adolf von Kalckreuth (1806)

Friedrich Adolf von Kalckreuth, ab 1786 Graf von Kalckreuth (* 22. Februar 1737 in Sotterhausen; † 10. Juni 1818 in Berlin) war ein preußischer Generalfeldmarschall sowie Gouverneur von Königsberg, Berlin und Breslau.

## Leben

### Herkunft
Friedrich Adolf war Angehöriger des Adelsgeschlechts von Kalckreuth und der Sohn von Hans Ernst von Kalckreuth (1689–1739), Herr auf Trebitsch, kurfürstlich-sächsischer und königlich-polnischer Major im Regiment Sachsen-Weißenfels und dessen Ehefrau Charlotte Antonie, geborene von Bülow (1698–1739).

### Militärlaufbahn
Kalckreuth wurde ab 22. März 1748 im Pensionat des Predigers Perrault in Berlin erzogen. Am 25. Januar 1752 trat er als Junker in das Gardekorps ein und wurde dort am 15. Juli 1753 zum Kornett ernannt. Er beteiligte sich am Feldzug 1756/63 und kämpfte bei Lobositz, Prag, Roßbach, Zorndorf, Hochkirch und Freiberg.
Zwischenzeitlich wurde er am 16. Februar 1757 zum Sekondeleutnant befördert sowie am 1. November 1758 zum Generaladjutanten des Prinzen Heinrich von Preußen ernannt. Für seine Dienste bei Freiberg (am 29. Oktober 1762) ernannte ihn Friedrich II. zum Major.
Kalckreuth teilte die kritische Haltung Heinrichs zu seinem Bruder Friedrich und wurde unter dem Vorwand einer Beziehung zur Ehefrau des Prinzen Heinrich 1766 nach Ostpreußen versetzt. König Friedrich Wilhelm II. rehabilitierte ihn 1786, holte ihn an die Residenz zurück und erhob ihn in den Grafenstand. Bei der Expedition nach Holland im Jahr 1787 zeigte sich Kalckreuth als gewandter Truppenführer; 1790 wurde er Generalleutnant.
Kalckreuth sympathisierte mit der Französischen Revolution und war ein Gegner des Bündnisses mit Österreich während des Ersten Koalitionskrieges. Dennoch erwies er sich im Feldzug gegen Frankreich als ein erfolgreicher General. 1792 erreichte er durch geschickte Verhandlungsführung bei General Kellermann, dass die preußische Nachhut unbehelligt abziehen konnte. Später leitete er die Belagerung von Mainz, das er am 23. Juli 1793 zur Kapitulation zwang. Die Kapitulationsbedingungen wurden mit François Ignace Ervoil d’Oyré ausgehandelt und sahen eine Ehrenvolle Kapitulation vor.
In den folgenden Jahren befürwortete er ein Bündnis mit Napoleon, den er bewunderte. Im Feldzug von 1806 führte er die zweite Reservedivision, was er als Zurücksetzung wertete. Kalckreuth war mit dem Krieg nicht einverstanden, kritisierte die Armeeführung und sah die Katastrophe voraus. Er machte in solchem Maße Dienst nach Vorschrift, dass ihm vorgeworfen wurde, zu der von ihm prophezeiten Niederlage in der Schlacht von Auerstedt kräftig beigetragen zu haben. Auf dem Rückzug führte Kalckreuth die Reste der nun unter seinem Befehl stehenden Armee nördlich um den Harz herum, musste sie aber an Hohenlohe abgeben, der kurz darauf mit ihnen bei Prenzlau kapitulierte. Kalckreuth hatte inzwischen das Kommando in West- und Ostpreußen übernommen. Später leitete er die Verteidigung von Danzig, musste aber die Festung nach 76 Tagen Belagerung am 24. Mai 1807 an Marschall Lefebvre übergeben. Mit ihm wurde eine Kapitulation nach den Bedingungen von Mainz vereinbart und er konnte mit seinen Truppen nach Ostpreußen abziehen. Nach der Schlacht von Friedland schloss Kalckreuth am 25. Juni den Waffenstillstand zu Tilsit ab und unterzeichnete den Tilsiter Frieden, dem am 12. Juni eine höchst ungünstige Vereinbarung über seine Ausführung folgte. In diesen Verhandlungen hatte sich Kalckreuth von seinem Partner Louis-Alexandre Berthier überspielen lassen, der ihm schmeichelte und an Kalckreuths Napoleonverehrung appellierte.
Für die tapfere Verteidigung von Danzig wurde er zum Feldmarschall ernannt, 1807 dann auch zum Gouverneur von Königsberg, 1809 von Berlin, 1812 von Breslau und kehrte 1814 als Gouverneur nach Berlin zurück. In den Befreiungskriegen spielte er keine Rolle mehr. Kalckreuth gehörte dem friderizianischen Zeitalter an, war dem Rationalismus und der französischen Kultur zugetan, der aufkommende Nationalismus blieb ihm fremd. Er scheute die Öffentlichkeit nicht und vertrat seine Ansichten prononciert. Wegen seiner vielen Feinde wird er unterschiedlich beurteilt. Sein letztes Spottobjekt war die teutonisch gesinnte Jugend der Befreiungskriege.
Nach ihm sind die Kalckreuthstraßen in Berlin-Schöneberg und Kaiserslautern (Morlautern) benannt.

## Familie
Kalckreuth heiratete am 13. März 1767 Charlotte, geborene Freiin von Morrien (* 1. September 1726; † 22. Januar 1768), Hofdame der Prinzessin Heinrich. Aus der Ehe ging 1768 die Tochter Wilhelmine (* 1768) hervor. Sie heiratete später August Wilhelm Leopold Eugen Graf von Schlabrendorff, Direktor der Ritter-Akademie zu Liegnitz.
Nach deren Tod heiratete er in zweiter Ehe am 22. Januar 1781 Charlotte Henriette Sophie von Rohd (* 30. November 1756; † 3. April 1829) Tochter von Jakob Friedrich von Rohd (1703–1784), Kaufmann und preußischer Diplomat und der Antonie Wilhelmine von Wallenrodt. Das Paar hatte drei Kinder:
- Friedrich Wilhelm Emil (* 24. Juni 1782; † 3. Juli 1857)

⚭ Eleonore Maximiliane Sandreczki de Sandraschütz (* 14. Juni 1783; † 30. Mai 1812)
⚭ 14. Juni 1818 Luise Fredricke Johanne Henriette von Stechow (* 17. Juni 1797; † 18. August 1846)
- Sophie Charlotte († 1783)
- Friedrich Ernst Adolf Karl (* 15. März 1790; † 15. Dezember 1873), preußischer Rittmeister a. D. sowie Schriftsteller, Dramatiker Pseudonym Felix Marius[3][4]

## Letzte Ruhestätte
Seine letzte Ruhestätte fand er auf dem Südwestkirchhof Stahnsdorf im Garnisons- und Gedächtnisgrab, Block Epiphanien, Feld 1a.